# Cauquenia
Cauquenia is een geslacht van spinnen uit de familie Zoropsidae.

## Soorten
- Cauquenia maule Piacentini, Ramírez & Silva, 2013[1]